# رؤیای فیل‌ها
رؤیای فیل‌ها (به انگلیسی: Elephants Dream) یک فیلم کوتاه تجربی و علمی‌تخیلی پویانمایی رایانه‌ای هلندی است که توسط بنیاد بلندر و تقریباً تنها با استفاده از نرم‌افزار آزاد و متن‌باز تولید شده است. این فیلم به زبان انگلیسی و دارای زیرنویس برای بیش از ۳۰ زبان است.